# Vigo Rugby Club

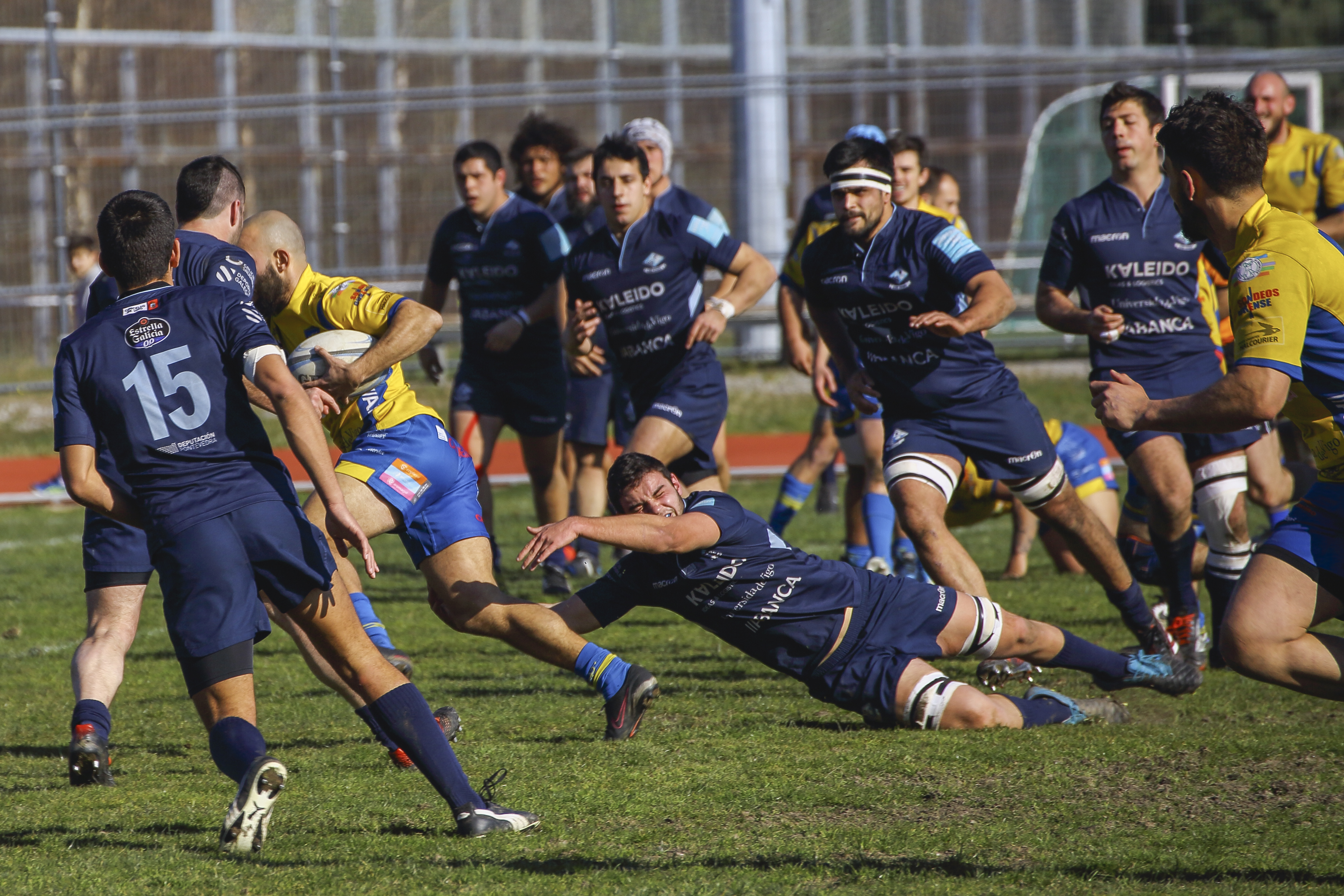
Kaleido Universidade de Vigo Rugby Club contra el Campus Universitario Ourense Rugby Club del 24 de febrero de 2018

El Vigo Rugby Club es un equipo de rugby de la ciudad de Vigo (Pontevedra) España que milita actualmente en la primera división regional de Galicia.

## Historia
La historia del club comienza en 1987, cuando varios estudiantes de universidades de fuera de Vigo tomaron la decisión de realizar unos entrenamientos durante el periodo de vacaciones en los campos de fútbol de Playa del Vao. Cada uno de ellos debía llevar al menos diez amigos. Eduardo Portela, Ramón Amoedo y Álvaro Saa eran aquellos estudiantes. Tras ese primer entrenamiento, siguieron otros y surgió la idea de volver a fundar un club de rugby en Vigo (Pontevedra). Tras muchas reuniones se firma un acta constitutiva, la elección de un nombre y la formación de la primera junta directiva que sería presidida por Quique Paz. El 1 de septiembre de 1988, nacía formalmente el Vigo Rugby Club. Comenzó su andadura en la temporada 1988-89, en la Segunda División Regional. Esa misma temporada asciende a Primera División Regional, categoría en la que permanece hasta que cede sus derechos deportivos a la Universidad de Vigo. A día de hoy, el club cuenta con un equipo en División de Honor B, uno en Primera Regional, uno femenino, un juvenil, un cadete, Escuelas de categorías inferiores, un programa de rugby escolar y presencia en las universidades.
En 1992, por un acuerdo adoptado en asamblea, se decide integrar en la Universidad de Vigo 2, asegurándose un acuerdo de colaboración entre el Vigo RC y esta última.
En la temporada 1999-00 la gestión del equipo vuelve a ser asumida por el Vigo Rugby Club, si bien mantiene la denominación de Universidad Vigo Rugby Club, puesto que existe un convenio de colaboración entre ambos, consistente en la cesión de las instalaciones deportivas por parte de la Universidad a cambio de que, por parte del Vigo R.C, se dirijan y gestionen las escuelas deportivas de rugby de la Universidad y se mantenga dicha denominación.

### Temporada 2010-2011
En la temporada 2010-11, el Vigo Rugby Club consigue la ansiada clasificación para disputar la fase de ascenso a División de Honor por segunda vez en su historia en un emocionante final de temporada, cuando el Vigo R.C y el F.C Barcelona se enfrentaron en el último partido de liga disputado en el campo de Lagoas Marcosende con la mejor entrada de la temporada. Los catalanes llegaban a este encuentro con una ventaja de punto (47 frente a los 46 de los vigueses). El equipo vigués consiguió la victoria por 15 a 12 en un dramático partido en el que todos los puntos se anotaron en la primera mitad, jugándose la segunda durante casi treinta minutos en la veintidós culé. De esta forma conseguía terminar en segunda posición del Grupo 1 da División de Honor B con 50 puntos y pasaba a jugar la fase de ascenso frente al CRC Madrid. 
El 13 de febrero de 2011, en el primer encuentro de la eliminatoria de ascenso, jugado en Vigo, el equipo gallego vence por 11 a 6 al equipo madrileño. En la vuelta, jugada el 20 de febrero, el CRC Madrid no fue capaz de vencer al Vigo RC. El encuentro terminó con empate a 6, tablas que significaron el ascenso a División de Honor del equipo, que se convierte así en el primer equipo gallego que compita en la máxima categoría del rugby nacional desde su primera edición en la temporada 1952-53.
Para redondear la temporada, el Vigo Rugby Club ganó la Copa Xunta frente al CRAT, venciendo la final jugada en Pontevedra por 74 a 0.

## Palmarés

### Categoría Sénior
Trayectoria del Vigo R.C en las distintas competiciones de liga y en la Copa Xunta desde el año de su fundación.
| Categoría   | 2016 | 15  | 14  | 13  | 12 | 11 | 10 | 09 | 08 | 07 | 06 | 05 | 04 | 03 | 02 | 01 | 00 | 99 | 98 | 97 | 96 | 95 | 94 | 93 | 92 | 91 | 90 | 89 | 88 |
| ----------- | ---- | --- | --- | --- | -- | -- | -- | -- | -- | -- | -- | -- | -- | -- | -- | -- | -- | -- | -- | -- | -- | -- | -- | -- | -- | -- | -- | -- | -- |
| Div.Honor   |      | 12º | 11º | 10º | 9º |    |    |    |    |    |    |    |    |    |    |    |    |    |    |    |    |    |    |    |    |    |    |    |    |
| Div.Honor B | 6º   |     |     |     |    | 2º | 5º | 3º | 6º | 5º | 2º | 5º |    |    |    |    |    |    |    |    |    |    |    |    |    |    |    |    |    |
| 1ª Nacional |      |     |     |     |    |    |    |    |    |    |    |    | 1º | 3º | 2º | 2º | 3º | 4º | 6º | 7º | 8º | 7º |    |    |    |    |    |    |    |
| 1ª Gallega  |      |     |     |     |    |    |    |    |    |    |    |    |    |    |    |    |    |    |    |    |    |    |    | 1º | ?º | 3º | 2º | 3º |    |
| 2ª Gallega  |      |     |     |     |    |    |    |    |    |    |    |    |    |    |    |    |    |    |    |    |    |    |    |    |    |    |    |    | 1º |
|             |      |     |     |     |    |    |    |    |    |    |    |    |    |    |    |    |    |    |    |    |    |    |    |    |    |    |    |    |    |
| Copa Xunta  |      | 1   |     |     | 1  | 1  | 1  | 1  | 1  | 1  | 1  | 2  | 1  | 1  | 1  |    | 2  | 1  | 1  |    |    |    | 1  | 1  |    | 2  | 2  |    |    |

La División de Honor B existe desde la temporada 1998-99. Anteriormente la Primeira Nacional era la 2ª División del rugby español. La 2ª Gallega no existe desde la temporada 2006/07.
- Descenso a División de Honor B: Temporada 2014/15
- Ascenso a División de Honor: División de Honor B de rugby 2010-2011
- Campeón de la Segunda División Gallega y ascenso: 2 1988-89 e 1999-00
- Campeón de la Primera División Gallega y ascenso a Primera División Nacional: 1 1993-94
- Subcampeón de la Primera División Gallega: 1 1990-91
- Campeón de la Copa Xunta: 13 1992-93, 1993-94, 1997-98, 1998-99, 2001-02, 2002-03, 2003-04, 2005-06, 2006-07, 2007-08, 2008-09, 2009-10, 2010-11
- Subcampeón de la Copa Xunta: 4 1989-90, 1990-91, 1999-00 e 2004-05
- Campeón de Grupo de la Primera División Nacional y ascenso a División de Honor: 1 2003-04
- Subcampeón de Primera División Nacional: 2 2000-01 e 2001-02
- Subcampeón da División de Honor B: 2 2005-06 e 2010-11

## Jugadores Internacionales con su selección
- Oscar Ferreras
- Carlos Blanco
- Alejandro Blanco "Monti"
- Francisco Usero Bárcena "Pakito"
- Lionel Pardo
- Vasilis Katsakos
- Nikolas Mavreas
- Isaia Tuifua
- Sione Latu Talakai
- Campbell Jonhnstone
- Norm Maxwell
- Cameron Wyper